# Уотеру (национальный парк)
Национальный парк Уотеру (англ. Watheroo National Park) — национальный парк в штате Западная Австралия, расположенный в 187 км к северу от столицы штата Перта. Площадь парка составляет 444,81 км².

## Описание
Парк расположен в районе Средне-Западный Западной Австралии к западу от Мидлендс-роуд между городами Бадгингарра на западе и Далваллину на востоке. Граница парка примыкает к заповеднику Пиньяррега на севере, но в остальном его окружают сельхозугодья. Ручей Лоу-Крик граничит с парком на востоке, а затем течёт на юг, впадая в реку Мур.
Парк в основном состоит из песчаной равнины, которая поддерживает популяции кустарниковых эвкалиптов и банксий, а также многих полевых цветов. Эвкалиптовые леса можно найти в западной части парка. Другие виды растений включают триодии, ванду и Eucalyptus loxophleba. Некоторые из полевых цветов, встречающихся в парке, включают квонган с Verticordia eriocephala и вертикордией крупной (Verticordia grandis).
Название парка происходит от названия близлежащего источника на языке коренных австралийцев; это также название города, расположенного к востоку от парка.
Почва состоит в основном из кварцевого песка с выходами песчаника, иногда имеющими латеритную шапку, эта территория действует как бассейн между плато Дандараган и плато Дарлинг.
В 2010 году Управление по охране окружающей среды Западной Австралии дало разрешение на разведку газового месторождения Уорро, расположенного под парком. Компания Latent Petroleum получила разрешение на проведение сейсморазведки.

## Галерея

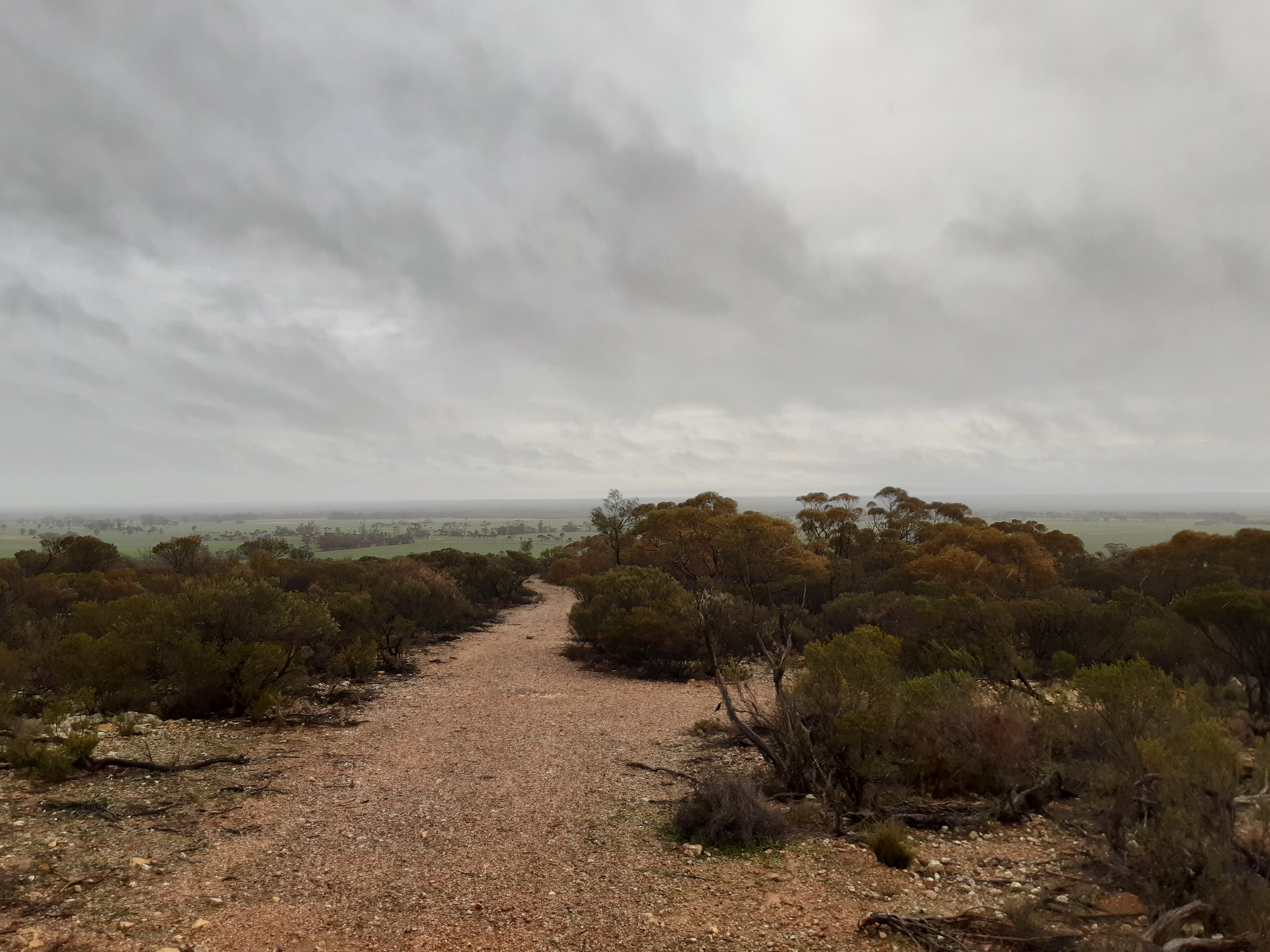
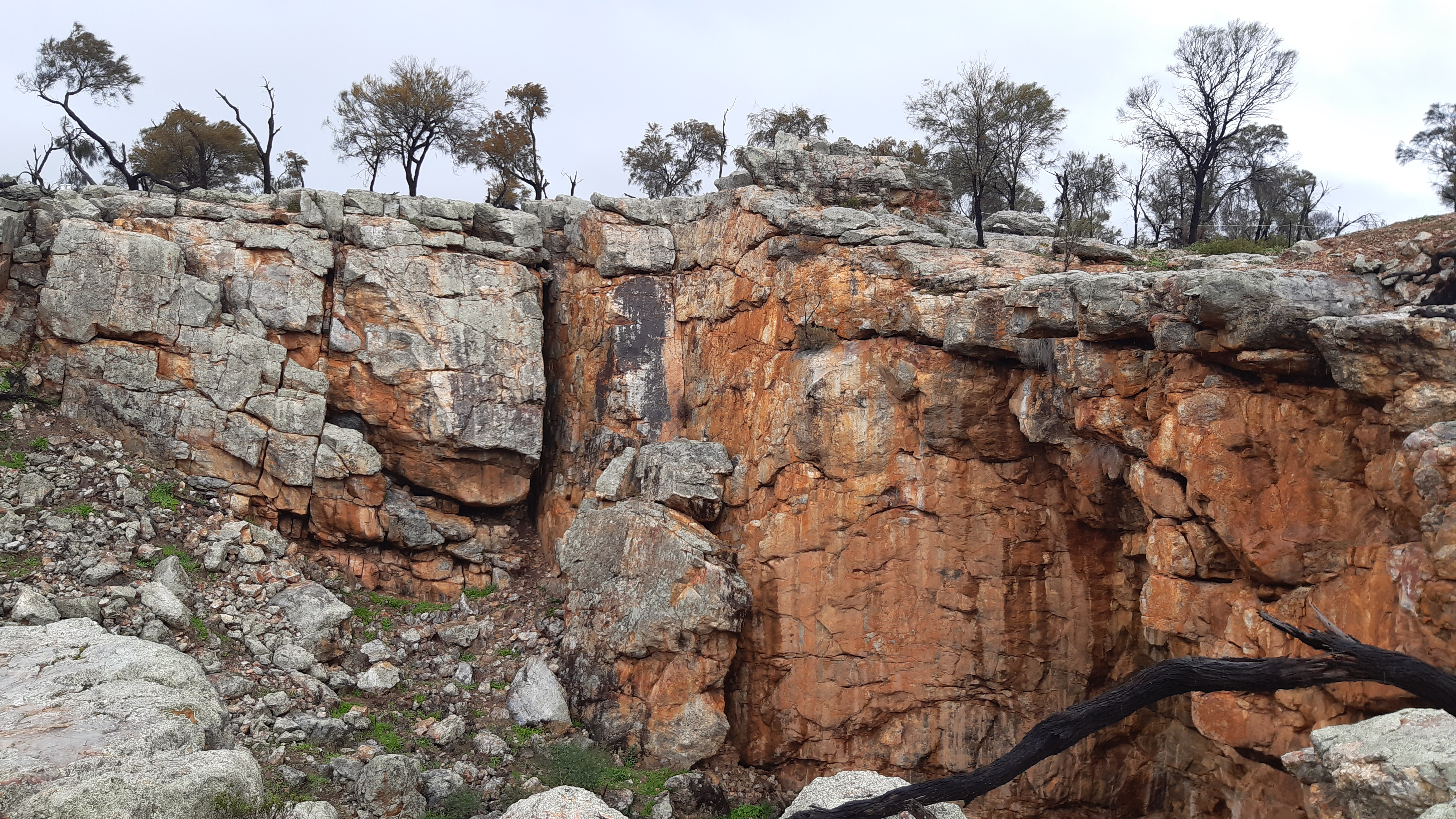
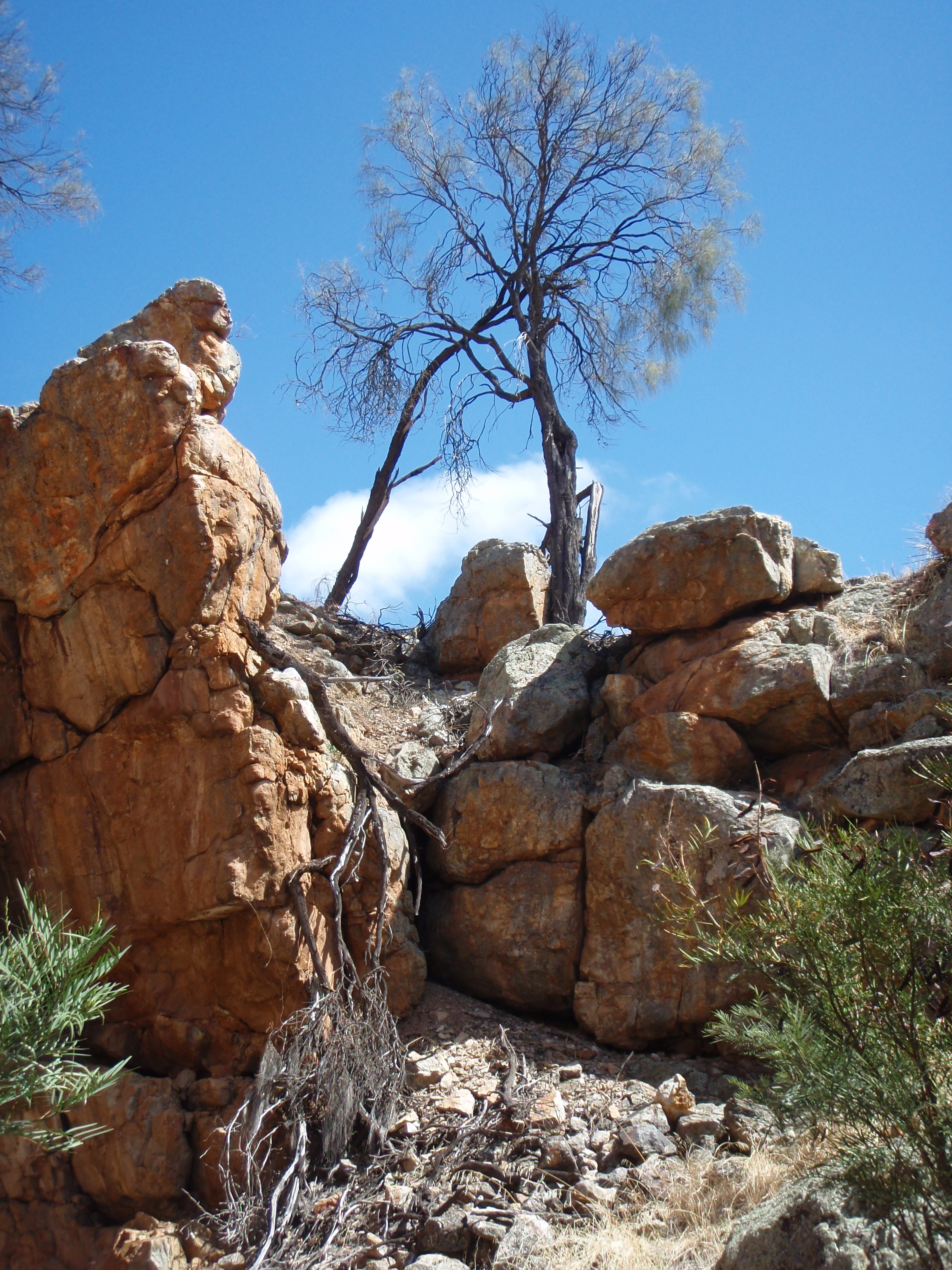